# Guadalcázar (Espagne)
Pour les articles homonymes, voir Guadalcázar.

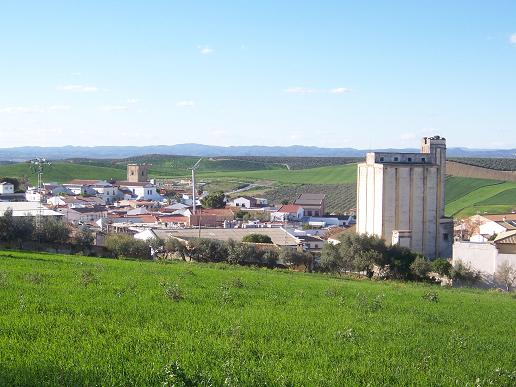

Guadalcázar est un village de la province de Cordoue, en Andalousie dans le sud de l'Espagne.